# خرغوس رقيق السبلات
خرغوس رقيق السبلات (الاسم العلمي:Caltha leptosepala) هو نوع من النباتات يتبع جنس الخرغوس من الفصيلة الحوذانية.